# Mitropapokal 1937
Der Mitropapokal 1937 war die 11. Auflage des internationalen Cupwettbewerbs. Es nahmen die besten Mannschaften Österreichs, Ungarns, der Tschechoslowakei, Italiens, der Schweiz, Jugoslawiens und Rumäniens teil. Es handelte sich zumeist um die Meister, Vizemeister und Cupsieger der jeweiligen Länder. Die Teilnehmer spielten im reinen Pokalmodus mit Hin- und Rückspielen im wichtigsten kontinentalen Fußballwettbewerb in der Zeit vor dem Zweiten Weltkrieg. Bei Gleichstand nach zwei Spielen wurde ein Entscheidungsspiel durchgeführt. Alle 16 Vereine starteten in der Vorrunde beziehungsweise im Achtelfinale. Der Titelverteidiger FK Austria Wien kam bis ins Halbfinale und scheiterte dort erst am späteren Sieger Ferencváros.
Das Finale fand innerhalb einer relativ großen Zeitspanne am 12. September und 24. Oktober 1937 in Budapest und Rom statt. Es qualifizierten sich der italienische Verein SS Lazio sowie der ungarische Klub Ferencváros Budapest. Zu Hause konnten die Budapester im Finalhinspiel mit 4:2 gewinnen und feierten auch auswärts einen knappen 5:4-Triumph, obwohl Lazio zwischenzeitlich bereits ebenfalls 4:2 vorne gelegen war. So ging die Siegertrophäe bereits zum dritten Mal an einen Budapester Klub und zum zweiten Mal nach 1928 an Ferencváros. Torschützenkönig wurde zum zweiten Mal nach 1935 György Sárosi von der Siegermannschaft mit einem Rekordwert von zwölf Treffern.

## Achtelfinale
Die Hinspiele fanden am 13. Juni, die Rückspiele am 20., 25. und 27. Juni 1937 statt.
|                          | Gesamt |                         | Hinspiel | Rückspiel |
| ------------------------ | ------ | ----------------------- | -------- | --------- |
| ASC Venus Bukarest       | 05:10  | Újpest FC               | 4:6      | 1:4       |
| Grasshopper Club Zürich  | 6:5    | SK Prostějov            | 4:3      | 2:2       |
| Genova 1893              | 6:1    | HŠK Građanski Zagreb    | 3:1      | 3:0       |
| AGC Bologna              | 2:7    | FK Austria Wien         | 1:2      | 1:5       |
| SK Admira Wien           | 3:3    | Sparta Prag             | 1:1      | 2:2       |
| Slavia Prag              | 3:5    | Ferencváros Budapest    | 2:2      | 1:3       |
| Hungária FC MTK Budapest | 3:4    | SS Lazio                | 1:1      | 2:3       |
| First Vienna FC          | 2:2    | FC Young Fellows Zürich | 2:1      | 0:1       |

### Entscheidungsspiele
Die Spiele fanden am 29. Juni 1937 statt.
|                         | Ergebnis  |                 |
| ----------------------- | --------- | --------------- |
| Sparta Prag             | (1)0:2(1) | SK Admira Wien  |
| FC Young Fellows Zürich | 0:2       | First Vienna FC |

(1) Spiel in Budapest.

## Viertelfinale
Die Hinspiele fanden am 7. Juli, die Rückspiele am 11. Juli 1937 statt.
|                      | Gesamt |                         | Hinspiel  | Rückspiel |
| -------------------- | ------ | ----------------------- | --------- | --------- |
| SK Admira Wien       |        | Genova 1893             | (3)2:2(3) | (2)-:-(2) |
| FK Austria Wien      | 7:5    | Újpest FC               | (3)5:4(3) | 2:1       |
| SS Lazio             | 8:4    | Grasshopper Club Zürich | 6:1       | 2:3       |
| Ferencváros Budapest | 2:2    | First Vienna FC         | 2:1       | 0:1       |

2 Aufgrund von Auseinandersetzungen nach dem Hinspiel in Wien zwischen Österreichern und Genuesen und dem schlechten Zustand des Stadions in Genua gab der Polizeipräsident von Genua an keine Haftung für die Sicherheit übernehmen zu können, worauf das italienische Außenministerium das Rückspiel absagte. Das Mitropapokalkomitee beschloss daraufhin beide Mannschaften vom Turnier auszuschließen.
3 Beide Hinspiele fanden im Rahmen einer Doppelveranstaltung am 4. Juli 1937 im Praterstadion Wien statt.

### Entscheidungsspiel
Das Spiel fand am 14. Juli 1937 statt.
|                      | Ergebnis |                 |
| -------------------- | -------- | --------------- |
| Ferencváros Budapest | 2:1      | First Vienna FC |

## Halbfinale
Das Hinspiel fand am 18. Juli, das Rückspiel am 25. Juli 1937 statt.
|                 | Gesamt |                      | Hinspiel | Rückspiel |
| --------------- | ------ | -------------------- | -------- | --------- |
| FK Austria Wien | 5:7    | Ferencváros Budapest | 4:1      | 1:6       |
| SS Lazio        | (4)    |                      |          |           |

4 Da beide Mannschaften des Viertelfinalspieles 4 disqualifiziert wurden, gelangte SS Lazio praktisch kampflos ins Finale.

## Finale

### Hinspiel
| Ferencváros Budapest                               | Ferencváros Budapest | SS Lazio | SS Lazio |
| -------------------------------------------------- | --- | --- | -------- |
| Ferencváros Budapest                               | \| 12. September 1937 in Budapest (Üllői út) \| \| Ergebnis: 4:2 (1:1) \| \| Zuschauer: 32.000 \| \| Schiedsrichter: Augustin Krist ( Tschechoslowakei) \|                                  | \| 12. September 1937 in Budapest (Üllői út) \| \| Ergebnis: 4:2 (1:1) \| \| Zuschauer: 32.000 \| \| Schiedsrichter: Augustin Krist ( Tschechoslowakei) \|                                                    | SS Lazio |
| Ferencváros Budapest                               | József Háda – Sándor Tátrai, Lajos Korányi – István Béla Magda, Gyula Polgár, Béla Székely – Mihai Tänzer, Gyula Kiss, György Sárosi , Géza Toldi, Tibor Kemény Cheftrainer: Emil Rauchmaul | Giacomo Blason – Benedicto, Alfredo Monza – Giuseppe Baldo, Giuseppe Viani, Luigi Milano – Umberto Busani, Libero Marchini, Silvio Piola , Bruno Camolese, Giovanni Costa Cheftrainer: József Viola ( Ungarn) | SS Lazio |
| Ferencváros Budapest                               | 1:0 Toldi (22.) 2:1 Sárosi (53.) 3:1 Sárosi (59., Elfm.) 4:2 Sárosi (73., Elfm.) | 1:1 Busani (26.) 3:2 Piola (64.) | SS Lazio |
| 12. September 1937 in Budapest (Üllői út)          | | |          |
| Ergebnis: 4:2 (1:1)                                | | |          |
| Zuschauer: 32.000                                  | | |          |
| Schiedsrichter: Augustin Krist ( Tschechoslowakei) | | |          |

### Rückspiel
| SS Lazio                                           | SS Lazio | Ferencváros Budapest | Ferencváros Budapest |
| -------------------------------------------------- | --- | --- | -------------------- |
| SS Lazio                                           | \| 24. Oktober 1937 in Rom (Stadio Nazionale del PNF) \| \| Ergebnis: 4:5 (4:3) \| \| Zuschauer: 35.000 \| \| Schiedsrichter: Hans Wüthrich ( Schweiz) \|                                                       | \| 24. Oktober 1937 in Rom (Stadio Nazionale del PNF) \| \| Ergebnis: 4:5 (4:3) \| \| Zuschauer: 35.000 \| \| Schiedsrichter: Hans Wüthrich ( Schweiz) \|                                  | Ferencváros Budapest |
| SS Lazio                                           | Vincenzo Provera – Benedicto, Alfredo Monza – Giuseppe Baldo, Giuseppe Viani, Luigi Milano – Umberto Busani, Libero Marchini, Silvio Piola , Bruno Camolese, Giovanni Costa Cheftrainer: József Viola ( Ungarn) | József Háda – Sándor Tátrai, Lajos Korányi – István Béla Magda, Gyula Polgár, Gyula Lázár – Mihai Tänzer, Gyula Kiss, György Sárosi , Géza Toldi, Tibor Kemény Cheftrainer: Emil Rauchmaul | Ferencváros Budapest |
| SS Lazio                                           | 1:0 Costa (4.) 2:2 Piola (19.) 3:2 Piola (24.) 4:2 Piola (36.) | 1:1 Sárosi (6., Elfm.) 1:2 Sárosi (8.) 4:3 Toldi (37.) 4:4 Kiss (71.) 4:5 Sárosi (80.) | Ferencváros Budapest |
| 24. Oktober 1937 in Rom (Stadio Nazionale del PNF) | | |                      |
| Ergebnis: 4:5 (4:3)                                | | |                      |
| Zuschauer: 35.000                                  | | |                      |
| Schiedsrichter: Hans Wüthrich ( Schweiz)           | | |                      |

## Beste Torschützen
| Rang | Spieler           | Klub                 | Tore |
| ---- | ----------------- | -------------------- | ---- |
| 1    | György Sárosi     | Ferencváros Budapest | 12   |
| 2    | Silvio Piola      | SS Lazio             | 11   |
| 3    | Géza Toldi        | Ferencváros Budapest | 9    |
| 4    | Gyula Zsengellér  | Újpest FC            | 8    |
| 5    | Matthias Sindelar | FK Austria Wien      | 6    |
| 6    | Walter Nausch     | FK Austria Wien      | 5    |
| 7    | Camillo Jerusalem | FK Austria Wien      | 4    |